# Prasinocyma croca
Prasinocyma croca är en fjärilsart som beskrevs av Fletcher 1978. Prasinocyma croca ingår i släktet Prasinocyma och familjen mätare. Inga underarter finns listade i Catalogue of Life.